# کرایولیپولیز
زَم‌چربی‌کافت یا کرایولیپولیز (به انگلیسی: Cryolipolysis) فناوری است که برای زدودن سلول چربی از بدن استفاده می‌شود. توسط این فناوری، سلول‌های چربی بوسیله سرمای منهای ۱۱ درجه از بین می‌روند .
این روش از سال ۲۰۰۹ بر روی انسان به صورت موفقیت‌آمیز آزمایش و به عنوان روش جایگزین بدون جراحی برای ازبین رفتن سلول چربی پیشنهاد می‌شود. کرایولیپولیز اصل همراه با سرما خلأ و مکش دارد و قسمتی که قرار است سلول‌های چربی‌اش از بین رود به داخل محفظه مکنده دستگاه کشیده می‌شود و به مدت ۶۰ دقیقه در این محفظه مکشی قرار می‌گیرد. کرایولیپولیز وکیوم‌دار برای از بین بردن سلول‌های چربی بسیار مؤثر و همراه با عوارض حداقل است.

### لاغری با کرایولیپولیز
لاغری با فناوری کرایو یکی از روشهای نوین لاغری بدون جراحی و به اصطلاح لاغری بی تهاجمی می باشد، منظور از تهاجم فرایند یک جراحی سخت همراه با بیهوشی و پاره کردن یا سوراخ کردن شکم برای تخلیه چربی می باشد به عنوان مثال عمل لایپوساکشن یا لایپولیز یا آبدومینوپلاستی همگی از روش های تهاجمی جراحی لاغری هستند که عوارض و دوران نقاهت سخت دارند. هدف لاغری با دستگاه که یکی از بهترین آنها دستگاه کول اسکالپتینگ برای کم کردن تراکم چربی های بدن می باشد، این روش کمک موثری به کاهش وزن چشمگیر نخواهد کرد بلکه با فریز کردن سلول های چربی مرحله شکستن چربی را آغاز و چربی را از طریق بدن دفع می کند این روش بی تهاجمی نیازی به اتاق عمل، بیهوشی دوران نقاهت و ایجاد جراحت ندارد و یکی از جدیدتریم متد لاغری دنیا می باشد.

### مراحل انجام
دستگاه بر این اساس عمل می کند که طی سرد سازی ناحیه ای از بدن، سلول های چربی نسبت به بافت های مجاور بیشتر در معرض آسیب‌پذیری قرار دارند. یعنی اینکه دستگاه سلول های چربی را تخریب می کند ولی آسیبی به بافت اطراف آن ها نمی رساند، پس از خنک سازی سلول های چربی دچار مرگ سلولی می شوند و لیپید ها (چربی ها) پس از تخریب دیواره سلولی، از سلول ها آزاد شوند. این لیپید ها توسط سیستم لنفاوی از بدن حذف می شوند. این فرآیند بسیار تدریجی است، به این معنی که خطر پر شدن بیش از حد سیستم لنفاوی وجود ندارد.

### انواع دستگاه های کرایولیپولیز
1. دستگاه کرایولیپولیز ۳D-lipo
2. CoolSculpting
3. CoolTech
4. LipoContrast
5. LipoGlaze
6. ProShock Ice  [۲]

### هزینه
هزینه لاغری با این فناوری به مدل و نوع دستگاه مربوط می باشد که معمولاً گرانترین و موثرترین آنها دستگاه کول اسکالپتینگ می باشد که هزینه هر سایکل این دستگاه در امریکا لوس انجلس 1200 دلار می باشد.

### چه چیزی را باید انتظار داشت!
برای انجماد سلول های چربی ، مجسمه سازی خنک کننده a یک تکنیک منحصر به فرد را اعمال می کند. اگرچه بدن مدتی طول می کشد تا سلول های مرده را جذب و حذف کند ، اما روش انجماد بسیاری از سلول های چربی مورد نظر را از بین می برد. تا 25 درصد چربی مورد نظر بدن در نهایت هضم و از منطقه حذف می شود. از آنجا که همه متفاوت هستند ، چارچوب زمانی دقیق برای آنچه که در پی خنک سازی مجسمه سازی انتظار می رود متفاوت خواهد بود.

### آیا کرایولیپولیز ایمن است؟
سازمان غذا و داروی آمریکا، کرایولیپولیز را به عنوان ایمن برای استفاده تایید کرده است. بررسی‌های متعدد منبع معتبر به این نتیجه رسیده‌اند که کرایولیپولیز جایگزینی مطمئن و ایمن برای روش‌هایی مانند لیپوساکشن، با عوارض جانبی محدود است. اما به دلیل جدید بودن درمان‌ها در بازار، تحقیقات کافی درباره اثرات بلندمدت آن‌ها وجود ندارد.